# 플라스틱 랩

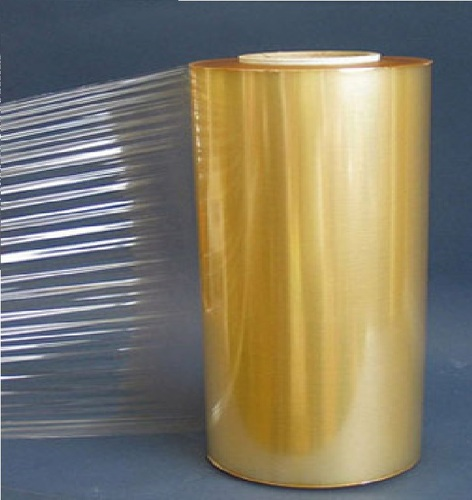
롤 형태의 플라스틱 랩

플라스틱 랩(plastic wrap)은 일반적으로 장기간 신선함을 유지하기 위해 용기에 식품을 밀봉하는 데 사용되는 얇은 플라스틱 필름이다. 일반적으로 날카로운 모서리가 있는 상자의 롤 형태로 판매되는 플라스틱 랩은 매끄러운 표면에 달라붙기 때문에 접착제 없이도 용기 입구에 단단히 고정될 수 있다. 일반적인 플라스틱 랩의 두께는 대략 0.0005인치(12.7μm)이다. 특히 가정용을 위해 더 얇은 플라스틱 랩을 생산하는 추세이므로 이제 전 세계 진열대에 있는 대부분의 브랜드는 두께가 8, 9 또는 10μm이다.

## 같이 보기
- 알루미늄박
- 셀로판